# Lawrence Clarke
Sir Lawrence Clarke, 7. Baronet Clarke (ur. 12 marca 1990 w Westminster) – brytyjski lekkoatleta specjalizujący się w biegach płotkarskich.
Uczęszczał do Eton College.
Medalista mistrzostw Wielkiej Brytanii, Anglii oraz Walii. Pierwszy międzynarodowy sukces odniósł w 2009 roku kiedy to został mistrzem Europy juniorów. W kolejnym sezonie zdobył brązowy medal rozgrywanych w Nowym Delhi igrzysk Wspólnoty Narodów. Brązowy medalista mistrzostw Europy młodzieżowców z 2011.
Rekord życiowy w biegu na 110 m przez płotki: 13,31 (8 sierpnia 2012, Londyn).
Po śmierci ojca w 2019 odziedziczył tytuł baroneta Clarke.

## Osiągnięcia
| Rok  | Impreza                                 | Miejsce        | Lokata     | Wynik |
| ---- | --------------------------------------- | -------------- | ---------- | ----- |
| 2009 | Mistrzostwa Europy juniorów             | Nowy Sad       | 1. miejsce | 13,37 |
| 2010 | Igrzyska Wspólnoty Narodów              | Nowe Delhi     | 3. miejsce | 13,70 |
| 2011 | Młodzieżowe mistrzostwa Europy          | Ostrawa        | 3. miejsce | 13,62 |
| 2012 | Igrzyska olimpijskie                    | Londyn         | 4. miejsce | 13,39 |
| 2014 | Igrzyska Wspólnoty Narodów              | Glasgow        | 8. miejsce | 13,84 |
| 2015 | Superliga drużynowych mistrzostw Europy | Czeboksary     | 3. miejsce | 13,64 |
| 2015 | Mistrzostwa świata                      | Pekin          | półfinał   | 13,53 |
| 2016 | Halowe mistrzostwa świata               | Portland       | półfinał   | 7,69  |
| 2016 | Mistrzostwa Europy                      | Amsterdam      | półfinał   | 13,47 |
| 2016 | Igrzyska olimpijskie                    | Rio de Janeiro | półfinał   | 13,46 |